# X-Blades
X-Blades (sorti tout d'abord en Russie sous le titre Ониблэйд, Oniblade) est un jeu vidéo de type hack 'n' slash développé par Gaijin Entertainment, sorti à partir de 2007 sur Windows, Mac, Linux, PlayStation 3 et Xbox 360.

## Accueil
- GameSpot : 6,5/10[1]
- IGN : 6/10[2]
- Jeuxvideo.com : 9/20[3]